# Når døden os skiller
|  | Denne artikel er oprettet af botten PalnaBot ud fra en ekstern database. Den kan derfor have sproglige fejl eller mangler. Denne skabelon kan fjernes efter kontrol af indholdet. |

Når døden os skiller er en film instrueret af Heidi Mie Andersen.

## Handling
En kortfilm om livets uretfærdigheder. Det kræver mod at give slip og lade sig tilgive, og uanset hvilke valg eller handlinger, vi foretager os, er der konsekvenser heraf.